# Prvenstvo Crne Gore u vaterpolu 2007./08.
Prvenstvo Crne Gore u vaterpolu 2007/08.
Branitelj naslova je kotorski "Primorac".

## Sudionici
(popis nepotpun)
Sudionici su "Primorac" iz Kotora, "Jadran" iz Herceg-Novog, "Budvanska rivijera" iz Budve, Val iz Prčnja, Bijela Brodoremont iz Bijele i Petrovac.

## Natjecateljski sustav
Nakon odigranih 10 kola po ligaškom sustavu, formirala se Super liga "A" u kojoj su klubovi koji su se natjecali za prvaka, te Super liga "B" u kojoj su klubovi bore za opstanak.

## Rezultati
U Super ligu "A" su se plasirali Primorac iz Kotora, Budvanska rivijera iz Budve i Jadran iz Herceg Novog.
U Super ligi "B" su se našli Bijela, Val iz Prčnja i Petrovac.

## Vanjske poveznice
- Vaterpolo i plivački savez Crne Gore  Arhivirana inačica izvorne stranice od 12. srpnja 2008. (Wayback Machine) Prva crnogorska liga
- Vaterpolo i plivački savez Crne Gore  Arhivirana inačica izvorne stranice od 31. srpnja 2008. (Wayback Machine) Prva crnogorska liga - raspored